# Рябышев, Дмитрий Иванович
Дми́трий Ива́нович Ря́бышев (11 [23] февраля 1894, хутор Колотовка Цимлянской станицы, область войска Донского — 18 ноября 1985, Ростов-на-Дону) — советский военачальник, генерал-лейтенант (1940 год).

## Биография
Родился на хуторе Колотовка Цимлянской станицы (ныне Цимлянский район, Ростовская область, хутор попал в зону затопления Цимлянского водохранилища в начале 1950-х годов) в семье донского казака.

### Военная служба

#### Первая мировая и Гражданская войны
С июля 1915 года служил в Русской императорской армии, воевал казаком Донского 2-го казачьего полка на Северо-Западном фронте.
В октябре 1917 года находился в Петрограде, вступил в отряд Красной гвардии и участвовал в Октябрьском вооружённом восстании. Был агитатором в красногвардейских отрядах. В декабре того же 1917 года вступил в РКП(б). В январе 1918 года приехал в родные края, где вступил в революционно-агитаторский отряд «Словом и делом».
С июня 1918 года служил в Красной Армии и участвовал в Гражданской войне. Командовал взводом в 1-м Донском полку. В мае 1919 года назначен помощником командира 21-го кавалерийского полка 4-й кавалерийской дивизии и одно время временно исполнял должность командира этого полка. С ноября 1919 года — помощник командира 2-й кавалерийской бригады 4-й кавалерийской дивизии Первой Конной армии. В июне-июле 1920 года временно командовал 1-й кавалерийской бригадой в этой дивизии, а затем назначен командиром 4-й кавалерийской бригады 14-й кавалерийской дивизии 1-й Конной Армии. С 11 по 25 августа 1920 года временно исполнял должность командира 16-й кавалерийской дивизии.
Несмотря на отсутствие военного образования, в Гражданской войне проявил себя хорошим кавалерийским командиром. Умел словом и личным примером воздействовать на массу бойцов, пользовался их уважением за личную храбрость в бою. Был ранен в боях пять раз. Прошёл через все важнейшие сражения Гражданской войны на Южном и Юго-Западном фронтах. Воевал с донскими казаками, с Добровольческой армией А. И. Деникина, с польской армией и с махновцами. Участник многих важнейших операций, в том числе обороны Царицына, в поражении дивизии генерала А. А. Голубицына под Прямой Балкой, в Воронежско-Касторненской, Ростово-Новочеркасской, Северо-Кавказской, Егорлыкской, Кубано-Новороссийской, Новоград-Волынской, Ровенской, Северно-Таврийской операциях. В начале 1921 года активно участвовал в боевых действиях против махновцев. За подвиги на фронтах Гражданской войны награждён двумя орденами орденами Красного Знамени, что по тем временам было редким фактом и значительно выделяло его из общей массы командиров. Большую роль в дальнейшей биографии Рябышева сыграло также участие в боях под непосредственным командованием С. М. Будённого, К. Е. Ворошилова, С. К. Тимошенко, А. Я. Пархоменко.

#### Межвоенный период
С 1921 года продолжал командовать кавалерийской бригадой в Северо-Кавказском военном округе. В 1923 году закончил подготовительные курсы при Военной академии РККА, а в 1925 году — курсы усовершенствования высшего комсостава. С августа 1923 года — командир 41-й кавалерийской бригады 14-й кавалерийской дивизии, с августа 1925 — командир кавалерийской бригады в 10-й кавалерийской дивизии, с мая 1929 — командир 1-й кавалерийской бригады 11-й кавалерийской дивизии, с ноября 1929 по январь 1930 года исполнял должность командира 11-й кавалерийской дивизии.
В январе 1930 года был переведён в Туркестанский военный округ и назначен на должность командира 8-й отдельной Туркестанской кавалерийской бригады, а когда в октябре 1932 года бригада была развёрнута в дивизию — на должность командира и комиссара этой 8-й Туркестанской горно-кавалерийской дивизии. Принимал участие в борьбе против басмачества.
В 1933 году был направлен на учёбу в Военную академию имени М. В. Фрунзе, особый факультет которой закончил в 1935 году. В 1935 году был прикомандирован к Инспекции кавалерии РККА. В мае 1936 года был назначен на должность командира 13-й Донской казачьей дивизии, а в сентябре 1937 года — на должность командира 1-го кавалерийского корпуса. В июне 1938 года 1-й кавалерийский корпус был преобразован в 4-й кавалерийский, дислоцировавшийся в Киевском Особом военном округе.
4 июня 1940 года Дмитрий Иванович Рябышев был назначен на должность командира 8-го механизированного корпуса, сформированного из частей 4-го кавалерийского корпуса, 7-й стрелковой дивизии, 14-й тяжёлой и 23-й лёгкой танковых бригад. На середину июня 1941 года корпус был одним из наиболее мощных соединений РККА, насчитывая почти 32 тысячи человек личного состава, около 900 танков, 172 бронеавтомобиля, свыше 3,5 тысяч автомашин и тракторов.

#### Великая Отечественная война
В начале Великой Отечественной войны 8-й механизированный корпус под командованием Дмитрия Ивановича Рябышева принимал участие в приграничных сражениях в составе войск Юго-Западного фронта, а 25 июня участвовал в контрударе под Луцком, Дубно и Бродами. В этих трагических событиях части корпуса понесли большие потери (особенно в танках), но проявили стойкость и отвагу, существенно замедлив наступление противника и обеспечив отвод армий Юго-Западного фронта от линии государственной границы без запланированного противником их разгрома. Действия командира корпуса в этом сражении были оценены высоко, и он был повышен в должности.
В июле на базе управления корпуса было сформировано управление 38-й армии, а Рябышев 22 июля был назначен на должность командующего армии. В начале августа 38-я армия вошла в состав Юго-Западного фронта и заняла оборону по Днепру в районе города Черкассы.
26 августа 1941 года Д. И. Рябышев был назначен на должность командующего Южным фронтом, ведшего оборону от Кременчуга до устья Днепра.
18-19 сентября 1941 года командующий фронтом Д. И. Рябышев разработал замысел наступательной операции 18-й и 9-й армий Южного фронта и передал на утверждение в Ставку. Операция, которая не была одобрена маршалом Шапошниковым, состоялась 25-28 сентября 1941 г.
25-28 сентября 1941 года советские войска провели наступательную операцию (Тираспольско-Мелитопольская оборонительная операция) в районе села Балки. Образовался плацдарм, и гитлеровцы перебросили туда войска, которые должны были наступать на Севастополь. Прорыв советских войск был ликвидирован, однако войска 51-й и Отдельной Приморской армий получили передышку и время для укрепления обороны.
29 сентября 1941 года против войск фронта перешла в наступление группа армий «Юг», началась Донбасско-Ростовская стратегическая оборонительная операция. В первый же день сражения немецкая 1-я танковая армия прорвала советскую оборону, вышла на тылы фронта и создала угрозу полного окружения войск фронта. В этой обстановке 5 октября 1941 года Рябышев был освобождён от должности командующего войсками фронта. По воспоминаниям Д. И. Рябышева, после прибытия в Москву 10 октября 1941 года он был вызван к И. В. Сталину и в присутствии Л. П. Берия давал объяснения по поводу тяжёлого поражения войск фронта. По итогам встречи Сталин согласился с большинством доводов Рябышева и в завершении беседы объявил о предстоящем назначении его командующим войсками 57-й отдельной армии. Тем не менее, несмотря на благополучный лично для Рябышева исход дела, после тяжёлого поражения фронта под его командованием Сталин ему уже не доверял.
22 октября была издана Директива Ставки ВГК о назначении Д. И. Рябышева на должность командующего 57-й армией, дислоцировавшейся в районе Сталинграда. 1 января 1942 года армия вошла в состав войск Южного фронта и в январе под командованием Рябышева принимала участие в ходе Барвенково-Лозовской наступательной операции, во время которой армия прошла с боями на запад примерно на 100—120 км. В конце февраля 1942 года Рябышев заболел тифом и был госпитализирован. После выздоровления в марте 1942 года был назначен на должность командующего 28-й армией, которая в мае участвовала в наступлении под Харьковом. С 28 июня армия вела оборонительные действия в ходе Воронежско-Ворошиловградской оборонительной операции. За допущенную растерянность в руководстве действиями армии, следствием чего явилась потеря управления дивизиями, за самовольную смену командного пункта, приказом командующего Юго-Западного фронта от 3 июля 1942 года Д. И. Рябышев был отстранён от занимаемой должности и до марта 1943 года находился в распоряжении Ставки Верховного Главнокомандования. Сам он с этим отстранением категорически не был согласен и своей вины не признал, о чем направил несколько докладов и объяснений на имя И. В. Сталина и Г. М. Маленкова, но ответа на них не получил и в личном докладе ему было отказано.
В марте 1943 года по окончании трёхмесячных курсов при Высшей военной академии имени К. Е. Ворошилова был назначен на должность командующего 3-й резервной армией, дислоцировавшейся в районе Калуги. В июне 1943 года был назначен на должность заместителя командующего 3-й гвардейской армией, участвовавшей в Донбасской наступательной операции, в ходе которой Рябышев, находясь в боевых порядках соединений при освобождении Донбасса, показал высокие организаторские способности, проявил мужество и храбрость, за что был награждён орденом Кутузова II степени.
28 января 1944 года Дмитрий Иванович Рябышев по личной просьбе был назначен на должность командира 34-го гвардейского стрелкового корпуса, который в феврале 1944 года принимал участие в Никопольско-Криворожской наступательной операции и освобождении Никополя. С 16 февраля по 29 марта 1944 года временно исполнял обязанности командующего 3-й гвардейской армией.
12 апреля 1944 года был назначен на должность командира 3-го гвардейского стрелкового корпуса в составе 5-й ударной армии. В апреле корпус был выведен в резерв Ставки Верховного Главнокомандования, а Дмитрий Иванович Рябышев 6 июня 1944 года был зачислен в распоряжение Главного управления кадров НКО с последующим назначением представителем Ставки Верховного Главнокомандования при 65-й армии. Принимал участие в Бобруйской наступательной операции, по окончании которой был назначен на должность представителем Ставки Верховного Главнокомандования при 47-й армии, дислоцированной в район Ковеля.
18 июля 1944 года Рябышев был назначен на должность командира 114-го стрелкового корпуса, принимавшего участие в Люблин-Брестской наступательной операции, в ходе которой прорвал оборону противника, форсировал ряд рек и наряду с другими соединениями овладел Брестом. За отличие в боях корпусу было присвоено почётное наименование «Брестский», а Рябышев был награждён орденом Богдана Хмельницкого I степени. Вскоре 114-й стрелковый корпус принимал участие в Восточно-Прусской, Восточно-Померанской и Берлинской наступательных операциях и отличился в ходе освобождения городов Торунь, Бытув, Гданьск, Штеттин, Пенкун и Пренцлау. 3 мая 1945 года 114-й стрелковый корпус на линии Висмар — Виттенберг встретился с союзными английскими войсками.
За отличные действия корпуса при окружении немецкой группировки в Данциге и в Берлинской операции командующий 70-й армией генерал-полковник В. С. Попов представил Д. И. Рябышева к званию Героя Советского Союза. Однако в штабе фронта награду заменили на орден Ленина.

#### Послевоенная служба

Информационная табличка в Ростове-на-Дону

После войны с июля 1945 Д. И. Рябышев командовал 116-м стрелковым корпусом в составе Группы советских оккупационных войск в Германии, а с февраля 1946 года — 14-м гвардейским стрелковым корпусом Харьковского военного округа. В сентябре 1946 года был назначен на должность заместителя, а в январе 1947 — на должность помощника командующего войсками Восточно-Сибирского военного округа.
В сентябре 1950 года генерал-лейтенант Д. И. Рябышев уволен в запас. Жил в Ростове-на-Дону, где возглавлял Совет ветеранов войны. Писал работы, опубликованные в «Военно-историческом журнале», журнале «Дон», отдельных сборниках, а также статьи, использовавшиеся в качестве учебных пособий в высших военно-учебных заведениях.
Генерал-лейтенант Дмитрий Иванович Рябышев умер 18 ноября 1985 года в Ростове-на-Дону. Похоронен на Северном кладбище в Ростове-на-Дону. Его имя носит одна из улиц города.

## Семья
Под командованием Дмитрия Ивановича служил его брат, майор Илья Иванович Рябышев — командир сводного мотострелкового полка 38-й армии.

### Дети
- Сын: Рябышев Леонид Дмитриевич (21.02. 1947 — 10.12.1996).
- Дочь: Рябышева Иннеса Дмитриевна (род. 24.12.1927).
- Дочь: Настрадина (Рябышева) Людмила Дмитриевна (24.10.1924 — 13.03.2000).

## Воинские звания
- Комбриг — 17 февраля 1936
- Комдив — 17 февраля 1938
- Комкор — 4 ноября 1939
- Генерал-лейтенант — 4 июня 1940

## Награды
- Три ордена Ленина (21.02.1945; 29.05.1945; …)
- Орден Октябрьской Революции (1974)
- Пять орденов Красного Знамени (1921; 3.01.1923; 22.02.1930; 3.11.1944, 1947)
- Орден Богдана Хмельницкого I степени (29.07.1944)
- Орден Суворова II степени (10.04.1945)
- Орден Кутузова II степени (17.09.1943)
- Орден Отечественной войны I степени (11.03.1985)
- Орден Красной Звезды (22.02.1984)
- Медали

Награды Польши
- Орден «За воинскую доблесть» V класса (19.12.1968)
- Орден «Крест Грюнвальда» III степени (06.04.1946)
- Медаль «За Варшаву 1939—1945» (06.04.1946)
- Медаль «За Одру, Нису и Балтику» (06.04.1946)
- Медаль «Победы и Свободы»[10]

## Сочинения
- Рябышев Д. И. В огне боев. — Ростов н/Д.: Кн. изд-во, 1972. — 175 с. — (Вам, вступающим в жизнь!). — 15 000 экз.
- Рябышев Д. И. Выросли мы в пламени. — 2-е изд., перераб. и доп. — Ростов н/Д.: Кн. изд-во, 1979. — 142 с. — 15 000 экз.
- Рябышев Д. И. Первый год войны / [Лит запись В. М. Зоткина]. — М.: Воениздат, 1990. — 255 с. — (ВМ: Военные мемуары). — 50 000 экз.
- Рябышев Д. И. Об участии 8-го механизированного корпуса в контрударе Юго-Западного фронта (июнь 1941 г.) // Военно-исторический журнал. — 1978. — № 6. — С.67-74.

## Документы
- Анкетная справка и полный послужной список Д. И. Рябышева на май 1945 года в ОБД «Память народа».